# Iso Lakkijärvi
Iso Lakkijärvi är en sjö i Finland. Den ligger i kommunen Pello i landskapet Lappland, i den norra delen av landet, 800 km norr om huvudstaden Helsingfors. Iso Lakkijärvi ligger 195,7 meter över havet. Arean är 21,6 hektar och strandlinjen är 2,72 kilometer lång. Sjön  ingår i Torne älvs huvudavrinningsområde. 